# 杜清仁
杜清仁（越南语：／，？—1781年），又名杜右芳，是18世紀時期越南軍事人物，廣南阮主麾下將領。
杜清仁早年生涯記載不詳，唯獨可知的是他是阮福淳屬下的一名低級海軍軍官。1771年，西山起義爆發，西山軍迅速佔領了阮主轄下的大片領地。北方的鄭主鄭森趁機發大軍南下伐阮，阮福淳逃往鎮邊（今同奈省）。西山軍繼續進攻阮福淳，迫使阮福淳召集河仙鎮都督鄚天賜前來增援。但鄚天賜此時卻無法發兵救援。這給了杜清仁增援阮主的機會。
1775年，在阮主麾下的杜清仁自稱「東山上將軍」（Đông Sơn Thượng Tướng Quân），組織起了一支約三千人的部隊，稱「東山軍」（Đông Sơn Quân），以示與阮主的敵人西山軍相對抗。隨後在1776年，杜清仁率東山軍襲擊西貢，驅逐了西山軍。在佔領嘉定之後，杜清仁迎阮福淳回到西貢，受到了高度讚揚。此後杜清仁與另一名阮軍將領李才（越南華人，原為商人）發生衝突，被迫逃往檳椥，建立了防禦工事。
在1777年夏，西山軍擊敗了阮軍，奪取了西貢。李才在逃亡之中為杜清仁的部將所殺。此後杜清仁率東山軍再次投奔阮主。阮惠率西山軍南下攻打阮主，殺死了阮福淳、阮福暘以及大部分阮氏宗族。僅僅只有少數阮氏宗親倖免於難，其中包括阮福淳15歲的侄子阮福映。
在殺害阮福淳之後，阮惠率軍北還，僅留少許部隊留守西貢。1778年，阮福映與杜清仁趁機襲擊並奪回了西貢。阮福映在西貢重建阮主政權，自稱大元帥。次年，杜清仁將西山軍從嘉定附近的省份驅逐了出去，給予西山軍艦隊以重創。在這種有利的形勢下，阮福映遣使與暹羅結為同盟。然而1779年，真臘人發動叛亂，反對親暹羅的國王安農二世（Ang Non，越南史書作「匿螉嫩」）。阮福映遣杜清仁支援叛軍，擊敗並殺死了安農，暹羅與阮主決裂。杜清仁回到西貢，聲望日振，成為阮主水軍的重要將領。
1780年，阮福映自稱阮王，冊封杜清仁為「外右、輔政、上將軍」（Ngoại hữu, Phụ chính, Thượng tướng công），成為阮軍中地位僅次於阮福映的重要人物。
1781年，阮福映詐稱生病，召杜清仁入宮。杜清仁未意識到這個圈套，入宮覲見，被阮福映的衛士殺死。這次暗殺的動機尚不清楚，可能是因為杜清仁功高震主的緣故。
雖然阮福映意識到殺死杜清仁之後東山軍將發動叛亂，但卻無法防備，這使得阮軍的實力受到嚴重削弱。杜清仁是西山軍最為畏懼的一位阮軍將領。杜清仁的死讓西山軍看到了阮軍內部的不團結，不久以後便再次出兵佔領了西貢。
杜清仁同阮福映的部將武性、朱文接二人，併稱「嘉定三雄」（Gia Định Tam Hùng）。

## 腳註
1. ↑  Phan Khoang, p. 216.
2. 1 2  Phan Khoang, p. 217.
3. ↑  Dutton, p. 44.
4. ↑  Phan Khoang, pp. 224–225.
5. ↑  Phan Khoang, pp. 508–509.
6. 1 2 3  Hall, p. 427.
7. ↑  Dutton, p. 45.
8. ↑  Trần Trọng Kim, p. 342.
9. ↑  Phan Khoang, p. 511.
10. ↑  Tạ Chí Đại Trường, pp. 100–101.
11. 1 2  Buttinger, p. 235.
12. ↑  Phan Khoang, p. 551.
13. ↑  Huỳnh Minh, p. 105.